# Tasmarubrius milvinus
Tasmarubrius milvinus is een spinnensoort uit de familie Macrobunidae. De soort komt voor in Tasmanië.